# Serafino Silva
Serafino Silva (* 30. Oktober 1953) ist ein ehemaliger venezolanischer Radrennfahrer.

## Sportliche Laufbahn
Silva war Straßenradsportler. Er war Teilnehmer der Olympischen Sommerspiele 1976 in Montreal. Im Mannschaftszeitfahren wurde der Vierer aus Venezuela mit José Ollarves, Justo Galaviz, Jesús Escalona und Serafino Silva 21. des Rennens.
1974 gewann er zwei Etappen in der Vuelta a Venezuela. Bei den Panamerikanischen Meisterschaften 1976 wurde er mit seinem Team Zweiter im Mannschaftszeitfahren.